# Anne Le Ny
Anne Le Ny (Antony (Altos do Sena), 16 de dezembro de 1962) é uma atriz, roteirista e diretora francesa.

## Filmografia

### Como atriz
| Ano  | Título                                   | Personagem                        | Observações                                                                      |
| ---- | ---------------------------------------- | --------------------------------- | -------------------------------------------------------------------------------- |
| 1991 | La mort d'Alexandre                      | Sylvie Merten                     | Filme                                                                            |
| 1995 | C'est mon histoire                       | Annette                           | Série de TV Episódios: "Coeur de père"                                           |
| 1996 | Passage à l'acte                         | Fabienne                          | Thriller                                                                         |
| 1997 | Navarro                                  | Évelyne                           | Série de TV Episódios: "Une femme à l'index"                                     |
| 1997 | Une femme en blanc                       | Sylvie                            | Minissérie                                                                       |
| 1997 | La méthode                               | Isabelle                          | Curta-metragem                                                                   |
| 1998 | Marceeel!!!                              | Desconhecido                      | Filme                                                                            |
| 1998 | De gré ou de force                       | Babá                              | Filme                                                                            |
| 1998 | En plein coeur                           | Bordenave                         | Drama, Romance                                                                   |
| 1998 | Julie est amoureuse                      | Emilie Monk                       | Comédia                                                                          |
| 1998 | Marc Eliot                               | Alice Tourneur                    | Série de TV Episódios: "Le passé d'une femme"                                    |
| 1999 | Alias                                    | Cécilia                           | Curta-metragem                                                                   |
| 1999 | Marc Eliot                               | Alice Tourneur                    | Série de TV Episódios: "Les deux frères", "Bande de filles" e "La traque"        |
| 1999 | Ma petite entreprise                     | Sra. Chastaing                    | Drama, Comédia                                                                   |
| 1999 | Avocats & associés                       | A juíza Bellac                    | Série de TV Episódios: "Parole d'honneur"                                        |
| 1999 | Les boeuf-carottes                       | A diretora da agência matrimonial | Série de TV Episódios: "Soupçons"                                                |
| 2000 | Marc Eliot                               | Alice Tourneur                    | Série de TV Episódios: "Gâche pas ta vie" e "Ces flics qu'on dit sauvages"       |
| 2000 | O Gosto dos Outros                       | Valérie                           | Comédia, Drama, Romance                                                          |
| 2000 | Julie Lescaut                            | Sra. Sauveur                      | Série de TV Episódios: "Les surdoués"                                            |
| 2000 | P.J.                                     | Suzanne Choiseul                  | Série de TV Episódios: "Tourisme sexuel"                                         |
| 2000 | Sur quel pied danser?                    | A juíza                           | Filme                                                                            |
| 2000 | Aïe                                      | Marie                             | Comédia                                                                          |
| 2000 | Lise et André                            | Véronique                         | Drama, Comédia                                                                   |
| 2001 | Se souvenir des belles choses            | Nathalie Poussin                  | Drama, Romance                                                                   |
| 2001 | Mercredi, folle journée!                 | Marie Pelloutier                  | Drama, Comédia                                                                   |
| 2001 | Voyance et manigance                     | Sra. Clédes                       | Comédia                                                                          |
| 2001 | Un pique-nique chez Osiris               | Rosalie                           | Filme                                                                            |
| 2001 | Vertiges de l'amour                      | La mairesse                       | Comédia                                                                          |
| 2002 | Le frère du guerrier                     | Sra. de Moteron                   | Drama                                                                            |
| 2002 | Avocats & associés                       | A juíza Lacharrière               | Série de TV Episódios: "Retour de bâton" e "Silence on tourne"                   |
| 2002 | Parlez-moi d'amour                       | Amélie                            | Drama                                                                            |
| 2002 | Marc Eliot                               | Alice Tourneur                    | Série de TV Episódios: "Un beau salaud", "Trois femmes" e "La rançon de l'amour" |
| 2003 | Pacto de Silêncio                        | A irmã da enfermeira              | Drama, Romance, Mistério                                                         |
| 2003 | Boulevard du Palais                      | Agnès Lubin                       | Série de TV Episódios: "Trahisons"                                               |
| 2003 | Ciel d'asile                             | Michèle                           | Filme                                                                            |
| 2003 | Mes enfants ne sont pas comme les autres | A mulher burguêsa                 | Drama                                                                            |
| 2003 | La petite Lili                           | Léone                             | Drama, Romance                                                                   |
| 2003 | Regards d'enfance                        | Laurence Bellac                   | Série de TV Episódios: "Le monde de Yoyo"                                        |
| 2004 | Clochemerle                              | Mademoiselle Putet                | Filme                                                                            |
| 2005 | Marc Eliot                               | Alice Tourneur                    | Série de TV Episódios: "C'est votre enfant" e "Une jeune femme pauvre"           |
| 2005 | 3 gouttes d'Antésite                     | Agathe                            | Curta-metragem                                                                   |
| 2005 | Sauveur Giordano                         | Myriam Fiorez                     | Série de TV Episódios: "Présumé coupable"                                        |
| 2005 | Mon petit doigt m'a dit...               | Alice Perry                       | Comédia, Mistério                                                                |
| 2005 | Prune Becker                             | Sophie                            | Série de TV Episódios: "Une nouvelle vie"                                        |
| 2006 | L'affaire Pierre Chanal                  | Sra. Sergent                      | Filme                                                                            |
| 2006 | Madame le proviseur                      | Adeline Jaubert                   | Série de TV Episódios: "Chacun sa chance" e "Le secret de madame Jaubert"        |
| 2006 | Du jour au lendemain                     | Sra. Delassus                     | Comédia                                                                          |
| 2006 | Louis Page                               | Agathe Campello                   | Série de TV Episódios: "Le chant des sirènes"                                    |
| 2006 | Les tricheurs                            | A juíza Florence Morillon         | Série de TV Episódios: "Le tricheur à l'as de carreau"                           |
| 2006 | Meu Melhor Amigo                         | Réponse à tout                    | Drama, Comédia                                                                   |
| 2007 | Ceux qui restent                         | Nathalie                          | Drama                                                                            |
| 2008 | Guy Môquet, un amour fusillé             | Juliette Môquet                   | Filme                                                                            |
| 2009 | Enquêtes réservées                       | Régina Tréguet                    | Série de TV Episódios: "Emprise"                                                 |
| 2010 | Les invités de mon père                  | A mulher no carro                 | Comédia                                                                          |
| 2010 | The Chameleon                            | Mãe de Frederic                   | Filme                                                                            |
| 2011 | A Guerra Está Declarada                  | A neurologista Dra. Fitoussi      | Drama                                                                            |
| 2011 | Intouchables                             | Yvonne                            | Filme                                                                            |
| 2011 | La brindille                             | Sonia                             | Drama                                                                            |
| 2012 | Cornouaille                              | A recepcionista                   | Drama                                                                            |
| 2013 | Manipulations                            | Claire Archambault                | Filme                                                                            |
| 2013 | Attila Marcel                            | Sra. Jacky                        | Comédia                                                                          |
| 2013 | Je fais le mort                          | Sra. Proust                       | Comédia                                                                          |
| 2013 | Suzanne                                  | Sra. Danvers                      | Drama                                                                            |
| 2014 | On a failli être amies                   | Nathalie Perusel                  | Comédia                                                                          |

### Como roteirista
- Ceux qui restent (2007)
- Didine (2008)
- Les invités de mon père (2010)
- Cornouaille (2012)
- On a failli être amies (2014)
- Ange et Gabrielle (2015)

### Como diretora
- Ceux qui restent (2007)
- Les invités de mon père (2010)
- Cornouaille (2012)
- On a failli être amies (2014)